# مانا ایوابوچی
مانا ایوابوچی (به ژاپنی: 岩渕 真奈) (زادهٔ ۱۸ مارس ۱۹۹۳ میلادی) یک بازیکن زن فوتبال اهل کشور ژاپن است. وی برای باشگاه ان‌ای‌سی لئونسا و همچنین تیم ملی فوتبال زنان ژاپن بازی می‌کند.